# Менен
Менен (на нидерландски: Menen) е град в Северозападна Белгия, окръг Кортрейк на провинция Западна Фландрия. Разположен е на река Лейе. Населението му е около 32 400 души (2006).